# 새우젓

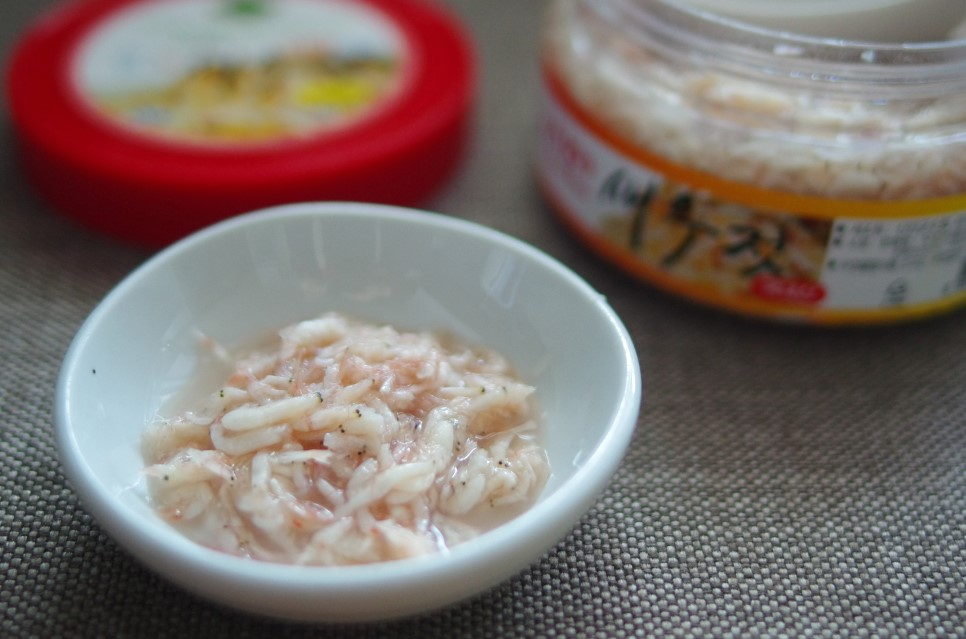
새우젓

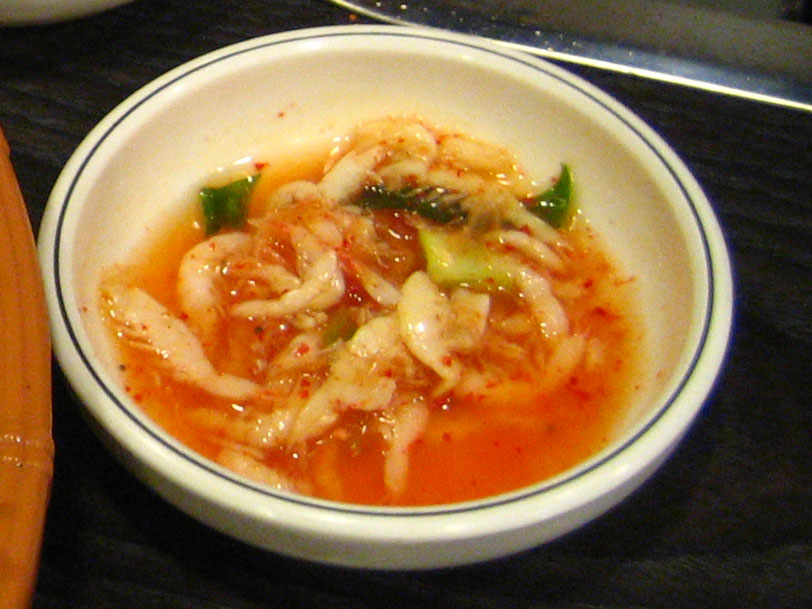
고춧가루로 양념한 새우젓

새우젓은 새우를 소금에 절인 젓갈이다. 새우젓은 젓갈 중에서 멸치젓과 함께 가장 많이 소비되며, 각종 한국 요리, 특히 김치를 담글 때 향을 내고 맛을 내는 재료로 쓰인다. 새우젓은 지방이 적어 담백한 맛이 난다. 새우젓을 담그는 새우군은 젓새우라 불리며, 일반 새우와는 달리 크기가 작고 껍질이 얇다. 젓새우에는 중하(中蝦), 잔새우, 곤쟁이 등이 있으며, 지방에 따라 민물새우로 담근다.
젓갈의 품질은 새우의 신선도에 크게 좌우되기 때문에 기온이 높은 때는 어획 즉시 소금을 첨가하기도 한다. 새우젓은 지역과 계절에 따라 염도와 온도를 달리하지만 주로 15~40퍼센트 가량의 소금을 넣고 섭씨 10~20도의 서늘한 곳에서 2~3개월간 발효시킨다.

## 어원
새우는 옛말에는 사이, 사요, 새오 등으로 불리었으며 한자로 하(鰕) 또는 하(蝦)로 썼다. 조선 후기 백과전서인 '임원경제지(林園經濟志)' 중 전어지(佃漁志 권37~40)에 따르면 "동해에는 새우와 그것을 소금에 담근 것이 없고, 소금에 담가 한국 전역에 흘러넘치게 한 것은 서해의 젓새우이며 속어로 ‘세하’라하고, 슴슴하게 말린 것을 ‘미하(米鰕)’라 한다"고 기록되었다.

## 어획 및 생산지
새우류의 산지는 한국의 전 연안이며, 그중 젓새우는 경기도, 충청남도, 전라남도를 포함하는 서해안이 주산지로, 성어기는 7월과 10월이다.
새우젓을 저장하기 위해 과거에는 독을 이용했지만 지금은 독과 원통형 드럼을 둘 다 이용하며, 서늘한 토굴 및 창고에 보관한다. 새우젓은 어부가 대부분 처리 가공을 겸하기 때문에 가공품으로 유통되며, 주로 인천과 홍성군의 광천을 근거지로 하여 전국 각지방에 분산된다.
최근 각 지역에서 축제 등으로 관광객과 구매자의 시선을 끌어모은다. 새우젓이 유명한 곳은 인천 강화도와 충남 홍성군 광천읍 등이 있다. 광천읍의 젓갈 상가는 광천의 토굴에서 숙성시킨 새우젓이 특산물이다.

## 제조방법
염장법은 염수법과 살염법으로 나뉘는데, 새우젓은 살염법으로 담근다. 살염법은 소금을 어류에 직접 뿌리거나 용기에 재료와 소금을 혼합하는 방법이다. 소금은 재료의 중량과 기후, 관습, 어획시기, 보관기간 및 지방에 따라 다르지만 주로 어체의 15~35퍼센트의 소금이 사용된다. 더운 시기에 어획되는 오젓, 육젓은 장기간 보관을 하기 때문에 다량의 소금을 살포하지만 가을에 잡히는 추젓은 소금이 오젓, 육젓보다는 적게 들어간다.

## 종류
새우젓의 종류는 주로 어획 시기와 종류에 따라 나뉘며, 대표적으로 오젓, 육젓, 자하젓, 추젓, 동백하가 있다. 새우젓은 유월에 잡은 육젓을 최고로 치며, 김장용 젓갈로 가장 선호된다.
- 시기별 새우젓
  - 풋젓 - 음력 정월(正月) 말경부터 4월 사이에 잡은 새우로 담근 젓갈이며, 서해안 지방에서는 '데뜨기젓', 또는 '돗떼기젓'이라 부른다.
  - 곤쟁이젓 - 2~3월 서해의 깊은 바다에서 잡히는 아주 작은 새우로 담근 젓이며, 숙성되며 밤색을 띤다.[7] 새우젓 중에서 가장 작은 새우로 담근다.
  - 오젓 - 5월에 수확한 새우로 담근 젓으로 '오사리젓'의 준말이다. 오사리는 5월에 수확한 새우나 어획물을 뜻한다.[8] 추젓과 함께 주로 반찬으로 먹는다.
  - 육젓(六-) - 6월에 수확한 산란기의 새우로 담그며, 새우젓 가운데서 가장 상등품으로 여겨진다. 육젓은 김장용 젓갈로 가장 선호된다. 흰바탕에 노란 알집이 있으며, 꼬리와 머리 부위에 붉은 색이 섞여 있다. 육젓은 다른 시기의 새우보다 크고 살이 통통하며 고소한 맛이 난다.
  - 차젓 - 7월에 수확한 새우로 담근 젓이다.
  - 자하젓(紫蝦-) - 초가을에 특정 지역에서 소량 어획되는 자하(紫蝦)로 담근 젓이며, 전라도에서 '고개미젓' 이라 불린다. 자하는 8-9월  서해안의 민물과 바닷물이 교차하는 일부 지역에서 소량 어획된다. 원래는 투명한 빛을 띠지만 숙성되면 연보랏빛이 나며 육질이 부드럽다. 자하젓은 충남 서천군의 특산품이다.[9]
  - 추젓 - 가을철에 어획한 자잘한 새우로 담그며, 육젓보다 크기가 작고 깨끗하다. 수확 시에는 투명한 빛을 띠나 젓갈로 담그면 흰색으로 변한다. 각종 음식에 가장 널리 사용되는 새우젓이다. 추젓은 당장 먹기보다는 모두 삭으면 김장을 담글 때나 일 년 뒤 젓국에 쓰기에 좋다.
  - 동젓 - 11월에 수확한 새우로 담근 젓이며, 잡어가 혼합되고 붉은빛이 돈다.
  - 동백하(冬白蝦) - 2월에 수확한 새우로 담근 젓으로 어체가 희고 깨끗하다.

- 그외
  - 토하젓 - 민물새우로 담근 젓으로 전라남도의 특산물이다.
  - 자젓 - 흔히 잡젓으로 불리며, 특별한 선별작업 없이 크기가 작은 새우들을 한데 모아 담그는 젓이다.
  - 뎃데기젓 - 껍질이 두껍고 억세며, 누런색에 가까우며 가장 하품으로 친다.
  - 새우알젓 - 4월에 어확한 몸이 붉은 중새우의 알을 모아 담근 젓이다. 현재 전라북도 옥구군 오봉부락에서만 생산되며, 조선조 말 궁중에 진상품으로 올린 특산물이다.[10]

## 먹기

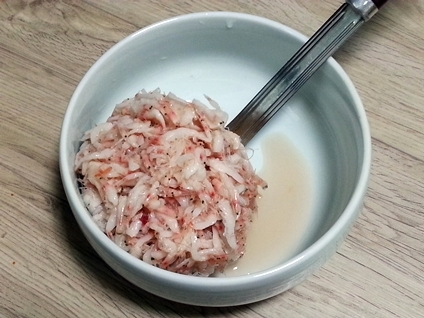
새우젓 한 국자

새우젓은 한국에서 전통적으로 경기, 강원, 충청, 서울 등의 중부지역에서 김장철 젓갈로 많이 이용된다. 반면 경상도, 전라도 등의 남부지방은 멸치젓이 사용되었기 때문에 중부지방에서는 멸치젓이 반찬용으로 사용된 데 비해 남부지방에서 새우젓은 반찬용으로 소비되었다. 새우젓은 주로 깍두기나 배추김치를 담글 때, 찌개나 국의 간을 맞출 때와 돼지고기 편육 및 족발을 먹을 때 쓰인다. 평안도 지방에서는 오이소박이를 곤쟁이젓에 찍어먹으며, 전라도의 고개미젓(자하젓)'은 상추쌈을 먹을 때 곁들이기도 한다.

### 새우젓을 이용한 음식
- 김치
- 새우젓국
- 애호박젓국찌개[11]

## 새우젓의 영양 분석
새우젓은 내장에 강력한 소화요소가 들어 있어 육질이 쉽게 분해된다. 새우젓이 숙성하는 동안 베타인(Betaine)의 함량이 증가하며, 새우 껍데기에 존재하는 키틴이 일부 분해되어 키틴 올리고당이 된다. 키틴 올리고당은 면역력을 증가하며, 암을 억제하고 전이를 방지한다고 알려졌다. 또한 베타인은 예로부터 위액의 산성도를 조절하는 의약품으로 사용되며, 고지혈증, 비만, 지방간 및 알코올에 따른 간 기능 장애 개선에 좋은 효과가 있다고 보고된다.

## 참고 자료
- “새우젓 (육젓)”. 광천수산영어조합법인. 2011년 7월 13일에 원본 문서에서 보존된 문서. 2007년 12월 20일에 확인함.
- “제4장 찬류”. 국립문화재연구소. 8~10p쪽. 2011년 7월 22일에 원본 문서에서 보존된 문서. 2007년 11월 20일에 확인함.